# حوضچه تبخیر نمک
حوضچه‌های تبخیر نمک، حوضچه‌های کم عمقی هستند که توسط انسان برای استخراج نمک از آب دریا ساخته و طراحی شده‌اند. آب دریا یا آبی که حاوی نمک است به داخل این حوضچه‌ها ریخته می‌شود و با استفاده از عمل تبخیر به طور معمول نمک به عنوان محصول به دست می‌آید.
همچنین این حوضچه‌ها سبب به وجود آمدن موجودات آبزی ای می‌شوند که به عنوان غذای اصلی پرندگان دریایی به حساب می‌آیند. این حوضچه‌ها به طور معمول با استفاده از خاکریزها از یکدیگر جدا می‌شوند.
با توجه به میزان غلظت به وجود آمدن جلبک‌ها رنگ این حوضچه‌ها از سبز کمرنگ تا قرمز روشن متغیر است، همچنین تغییر رنگ در این حوضچه‌ها نشان دهندهٔ مقدار غلظت نمک به وجود آمده می‌باشد.
در حوضچه‌هایی با غلظت نمک کم جلبک‌های سبز و موجودات میکروسکپی از خود رنگ سبز تولید می‌کنند، در حوضچه‌هایی با غلظت نمک بالاتر جانوران ذره بینی به نام (Dunaliella salina) که به جلبک صورتی معروف هستند رنگ حوضچه را به صورت مایل به قرمز در می‌آورند. همچنین موجوادت ذره بینی دیگری از جمله آرتمیا باعث به وجود آمدن رنگ نارنجی در بعضی از حوضچه‌ها می‌شوند.
از جملهٔ مهم‌ترین این حوضچه‌ها: حوضچه‌ای در خلیج سانفرانسیسکو در آمریکا، حوضچه‌ای در دریای مرده در نزدیکی اسرائیل و اردن و حوضچه‌ای در نزدیکی غرب استرالیا
از دیگر روش‌های تولید نمک ایجاد «تشت‌های نمک» است که در این روش حوضچه‌هایی ساخته شده‌اند و در درون آن‌ها از آب شور استفاده می‌شود این حوضچه‌ها معمولاً در نزدیکی منبع نمک ساخته می‌شوند و برای سریع تر کردن تولید نمک در این مناطق از گرمای اضافی استفاده می‌شود این کار به وسیله ایجاد آتش در زیر حوضچه‌ها و گرم کردن آب شور درون آن‌ها انجام می‌شود.
تا پیش از جنگ جهانی دوم مصری‌ها در اسکندریه روش ویژهٔ خود را برای استخراج نمک داشتند. آن‌ها ستونی در وسط حوضچه‌ها ساخته بودند و پس از پر کردن آن‌ها از آب دریا، حوضچه‌ها را به حال خود رها می‌کردند تا خشک شوند و آنگاه نمک را که بر دیوارهٔ ستون باقی‌مانده بود به آسانی جمع‌آوری می‌کردند.

## نگارخانه

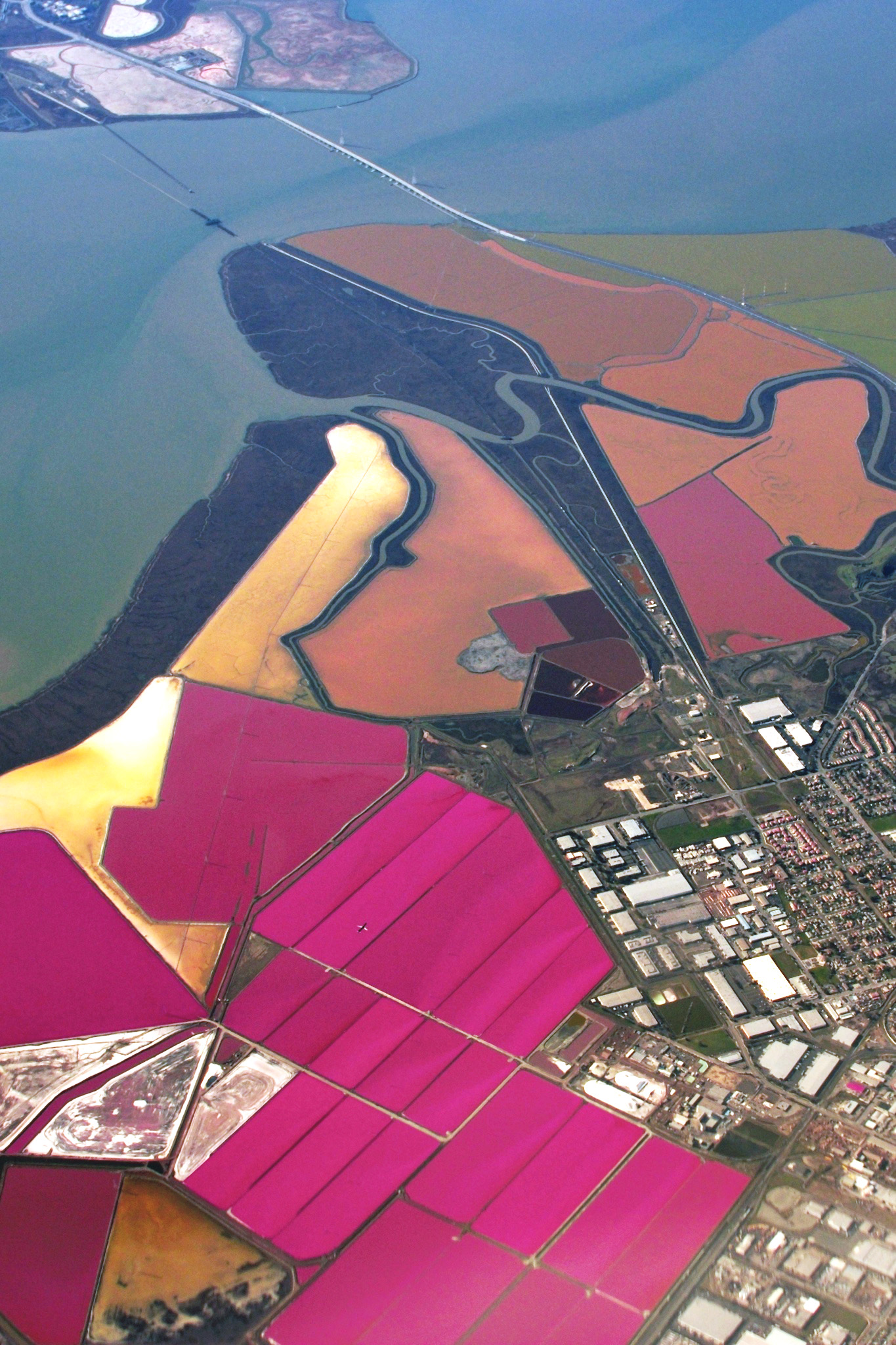
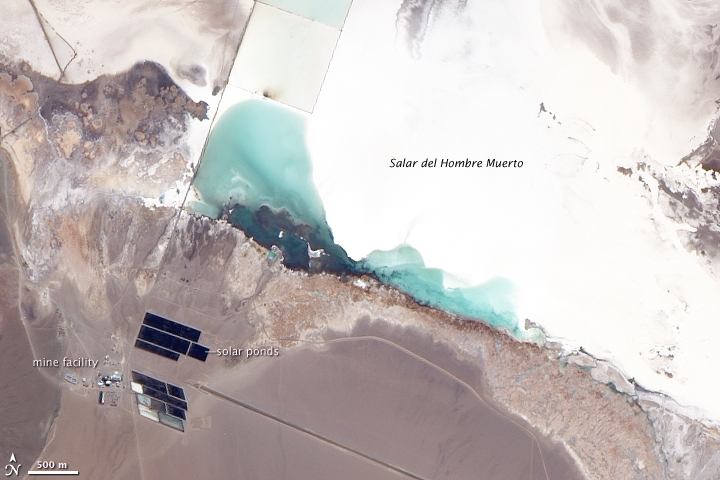
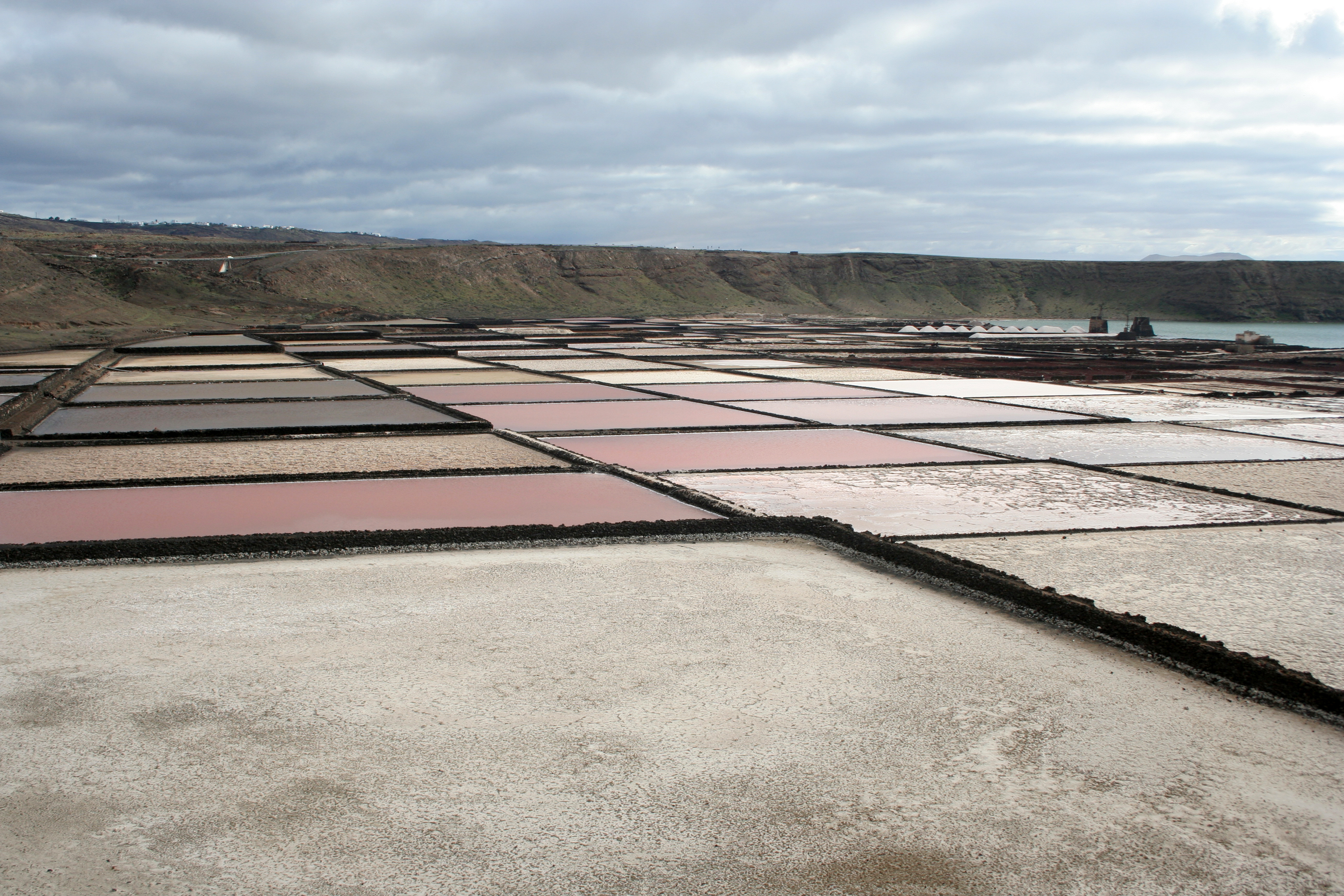
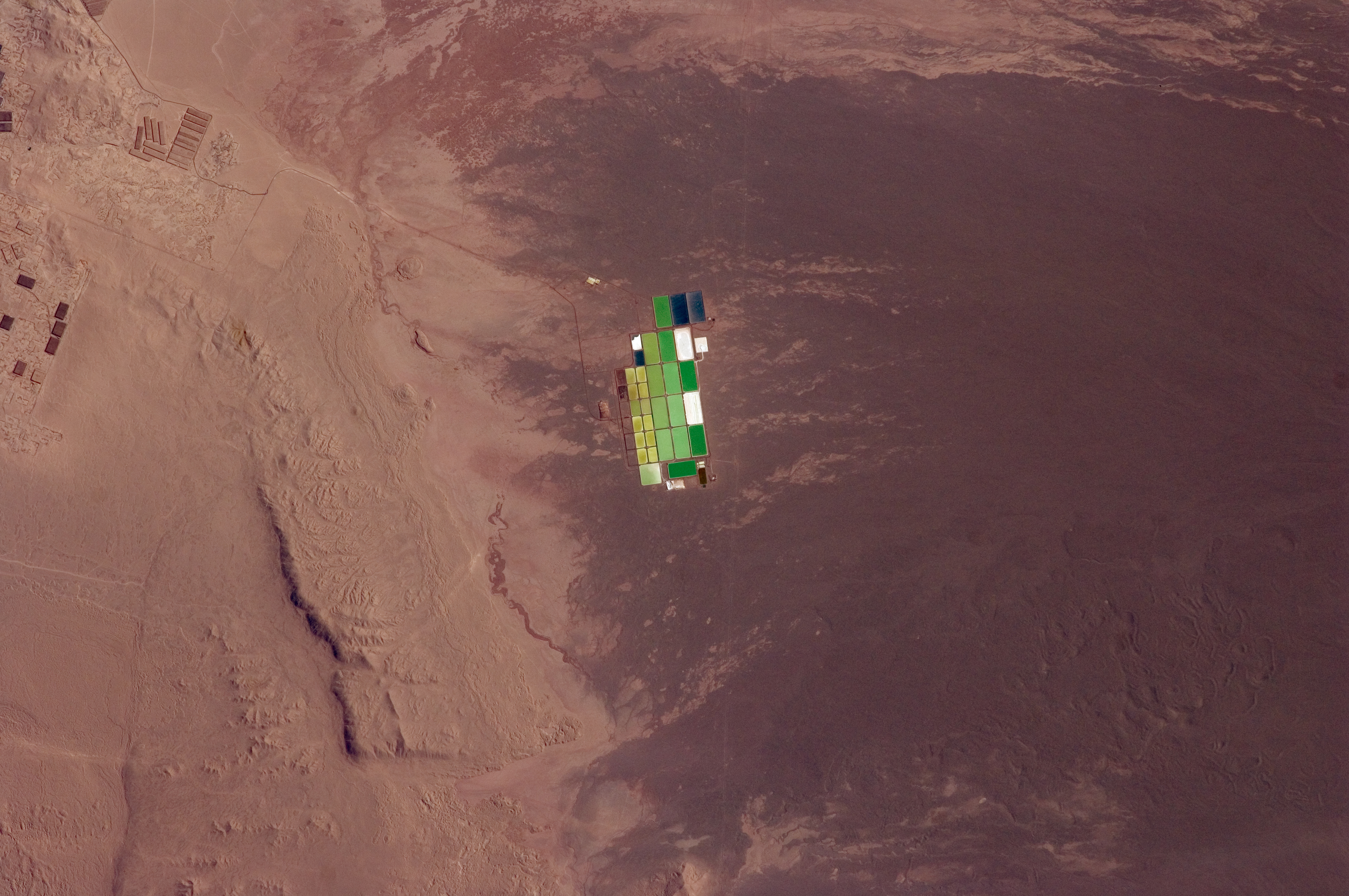
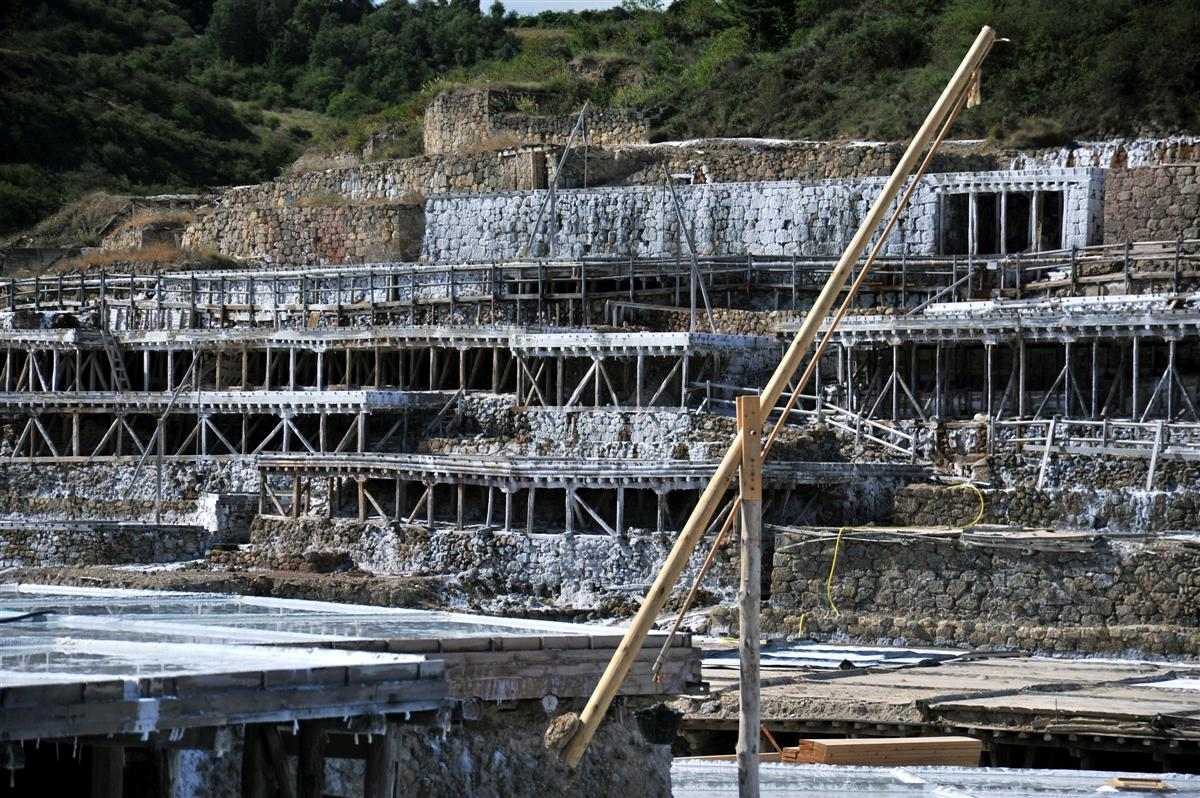
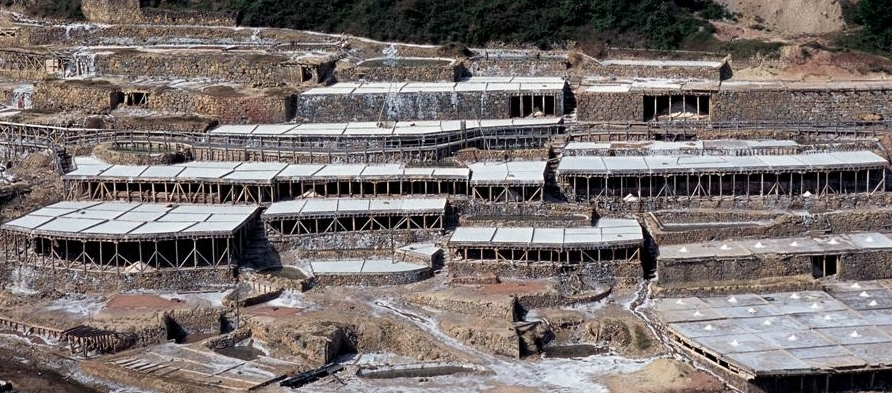